# Amblyopone australis
Amblyopone australis é uma espécie de formiga do gênero Amblyopone.